# 杉樹街
杉樹街（英語：Pine Street）是香港的一條道路，位於九龍油尖旺區大角咀。街道承傳了大角嘴街道一向的命名方法，以植物來命名。

## 名字對調錯誤
Pine在英文解作松樹，Fir在英文解作杉樹，但因為 Fir 也可譯作 ‘樅’字，也因為在粵語和國語，‘樅’和‘松’都是諧音，杉樹街（Pine Street）和附近的松樹街（Fir Street）的英文名對掉的原因，可能是因為當年負責之人員翻譯或選字錯誤所致。

## 杉樹街╱橡樹街重建計畫
2012年12月21日，市區重建局公布被納入為「需求主導」的杉樹街/橡樹街項目（分為4個地段，涉及杉樹街13至31號及橡樹街87號，共11個街號），已經有8成業權接納收購，惟橡樹街87號的地段，佔業權份數28%的一間五金鋪業主仍然未改變初衷接受收購。倘若情況在12月24日下午5時前仍然無改變，在不能夠令所有地段集齊8成業權的情況下，整個項目將會胎死腹中。為了避免項目流產，市區重建局研究以傳統方式直接收購之，強制收回不願意接受收購的業權，或者建議剔出問題地段，由其他業主再申請以「需求主導」方式重新興建。
2012年12月24日，上述的五金鋪業主改變初衷，接受市區重建局的收購建議，令到項目達到收購門檻，等待發展局局長批准後就可以開展重建工程。

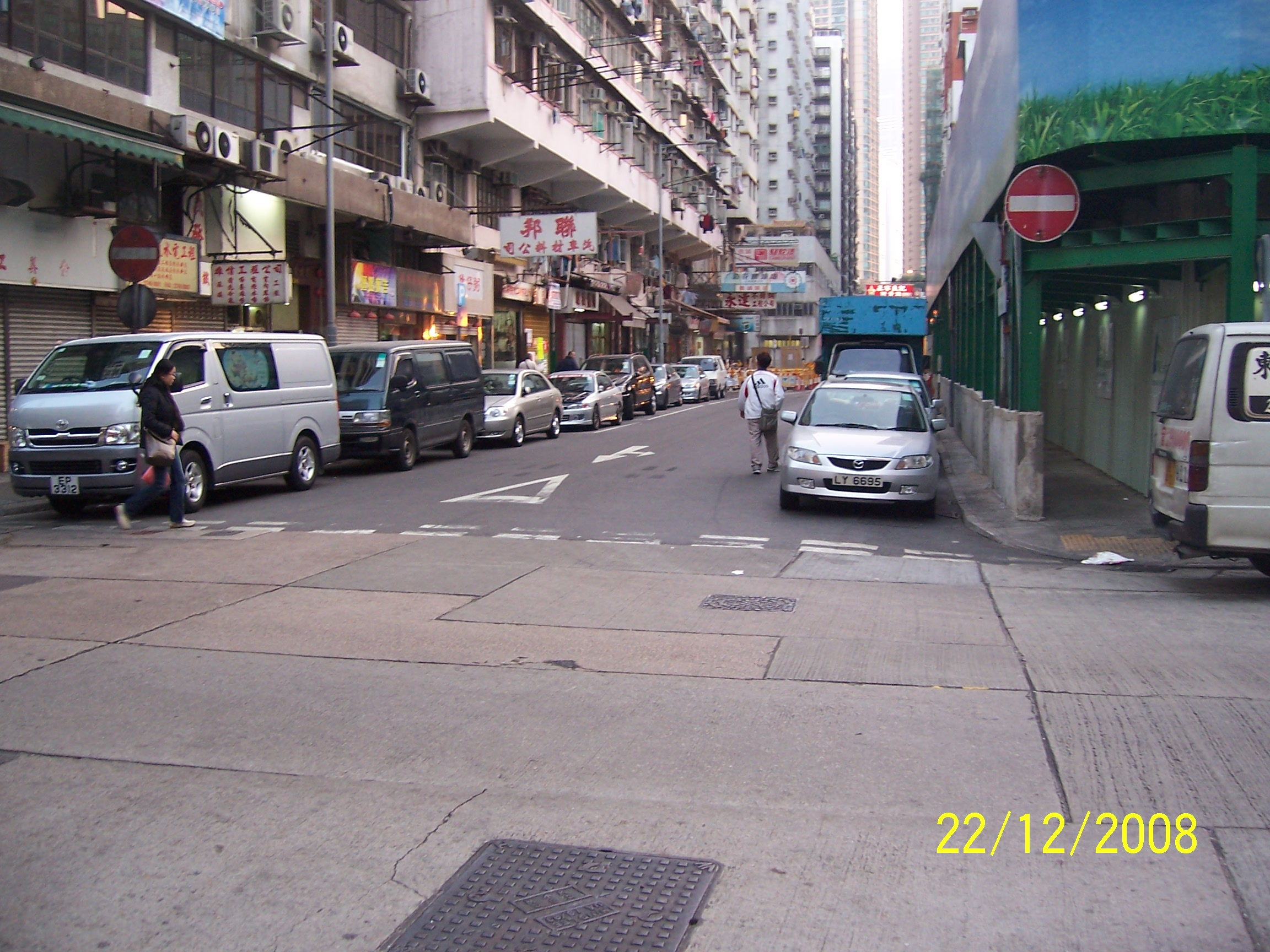
杉樹街（2008年）右方為奧柏．御峯地盤

## 鄰近
- 福全街
- 槐樹街
- 橡樹街
- 菩提街
- 洋松街